# Малое Маресево
Малое Маресево (э. Вишка Маризь веле) — село, центр сельской администрации в Чамзинском районе. Население 261 чел. (2001), в основном мордва-эрзя.
Расположено на р. Аморде, в 20 км от районного центра, 12 км от железнодорожной станции Огарёвка и 30 км от г. Саранска. Название-антропоним. Крестьяне Малого Маресева участвовали в гражданских войнах 17-18 вв. (см. Гражданская война 1670—1671 гг., Гражданская война 1773—1775 гг.), Первой русской и Октябрьской революциях. Летом 1907 г. сожгли усадьбу своего барина Назарова, в 1917 г. — имение и спиртзавод помещика Письмарова. В 1930-е гг. в селе был создан колхоз, с 1999 г. — СХПК «Маломаресевский». В современной инфраструктуре Малого Маресева — основная школа, Дом культуры, медпункт, магазин, отделение связи. В Маломаресевскую сельскую администрацию входит с. Малые Ремезёнки (46 чел.).
Уроженцы села — георгиевский кавалер П. Я. Ерёмкин, Герой Советского Союза И. И. Радайкин, командир полка 1-й Конной армии И. Е. Чудайкин, поэтесса Р. С. Кемайкина.

## Источник
- Энциклопедия Мордовия, А. И. Сырескин.